# Melvin Upton Jr
Melvin Emanuel Upton Jr (tidigare kallad B.J. Upton), född den 21 augusti 1984 i Norfolk i Virginia, är en amerikansk professionell basebollspelare som är free agent. Han har tidigare spelat flera säsonger i Major League Baseball (MLB). Upton Jr är centerfielder.
Upton Jr är tack vare sin snabbhet mycket duktig på att stjäla baser. Han har tre gånger (2008–2010) stulit över 40 baser under en säsong och varit bland de sex bästa i American League fem gånger (2008–2012). Han har dock en svaghet i det att han har många strikeouts. Åtta år i rad (2007–2014) låg han bland de sex sämsta i denna kategori i sin liga.
Upton Jr är bror till Justin Upton, som också spelar i MLB.
Smeknamnet B.J. står för Bossman Junior och kommer av att hans far kallas Bossman.

## Karriär

### Major League Baseball

#### Tampa Bay (Devil) Rays

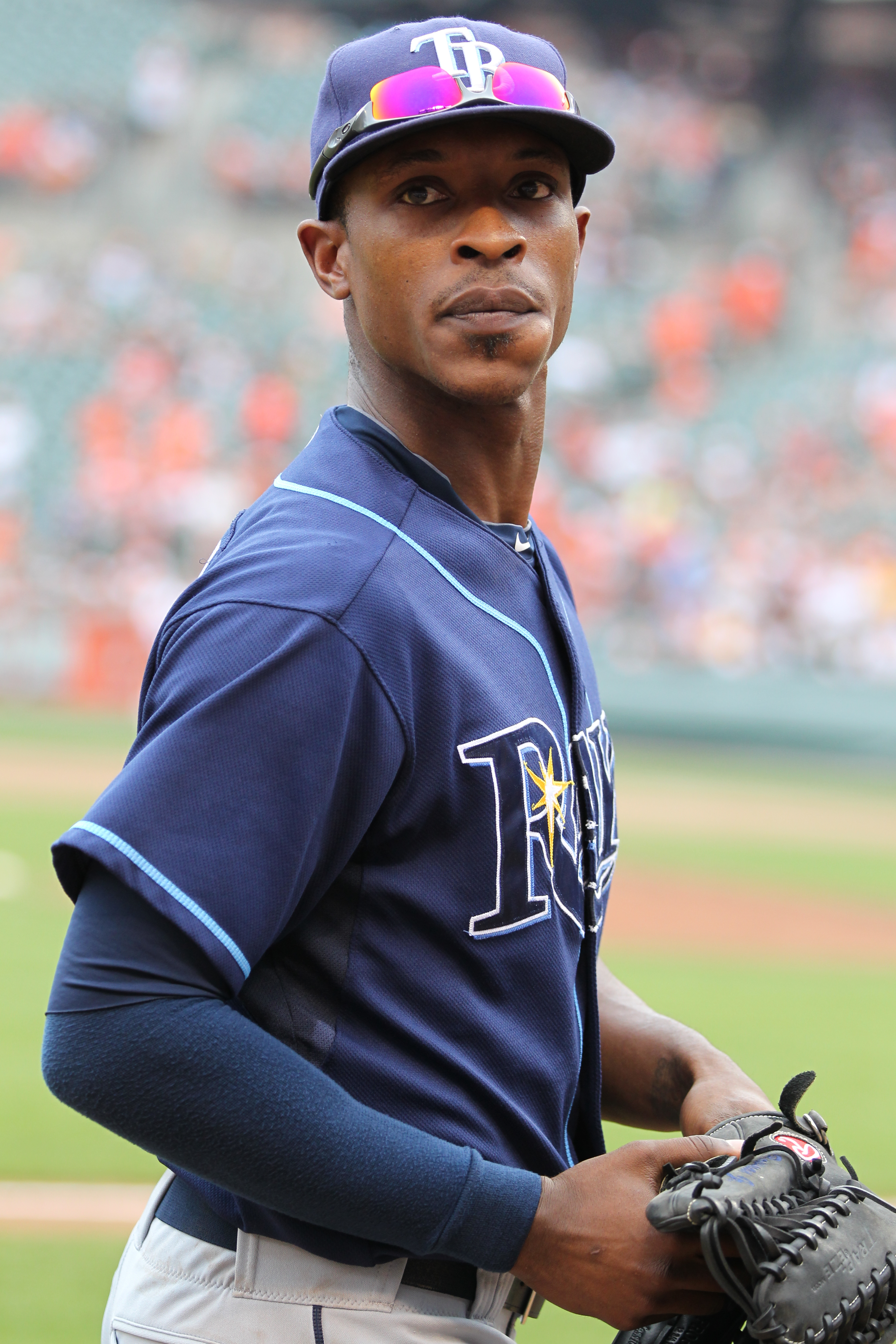
Upton Jr i Tampa Bay Rays dräkt 2011.

Upton Jr draftades av Tampa Bay Devil Rays 2002 som andra spelare totalt och året efter gjorde han proffsdebut i Devil Rays farmarklubbssystem. Efter bara en och en halv säsong i farmarligorna debuterade Upton Jr i MLB den 2 augusti 2004. Han var den yngsta spelaren i American League den säsongen.
2005 och första halvan av 2006 tillbringade Upton Jr i farmarligorna. Hans första hela säsong i MLB var 2007, då han presterade mycket bra för Devil Rays med ett slaggenomsnitt på 0,300, 24 homeruns och 82 RBI:s (inslagna poäng). Han lyckades de följande säsongerna inte nå lika högt när det gäller slaggenomsnitt, men han hade 23 homeruns och 81 RBI:s 2011 och 28 homeruns och 78 RBI:s 2012.
Den 3 augusti 2012 slog otroligt nog båda bröderna Upton sin 100:e homerun i MLB samma dag. De blev det sjätte brödraparet i MLB:s historia att nå 100 homeruns vardera.

#### Atlanta Braves

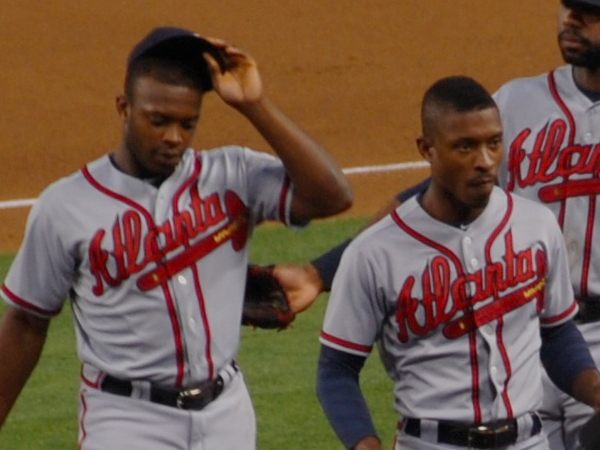
Bröderna Melvin (till höger) och Justin Upton i Atlanta Braves dräkt 2013.

Efter 2012 års säsong blev Upton Jr free agent och han skrev i november på ett femårskontrakt värt 75,25 miljoner dollar med Atlanta Braves. Kontraktet var det största som Braves dittills skrivit med en free agent. Ett par månader senare bytte Braves till sig brodern Justin Upton från Arizona Diamondbacks. Det hade hänt knappt 100 gånger förut i MLB:s historia att bröder spelat tillsammans och bröderna själva var mycket glada över att få chansen att göra det.
Den 23 april 2013 slog Upton Jr en homerun som direkt följdes av en homerun av brodern Justin. Det var blott den andra gången i MLB:s historia som två bröder slagit homeruns i direkt följd efter varandra. Den enda andra gången var det Hall of Fame-medlemmarna Lloyd och Paul Waner 1938. Den 12 juli 2013 drabbades Upton Jr av en muskelsträckning som ledde till att han placerades på skadelistan. Fram till skadan hade han inte levt upp till förväntningarna, bland annat var hans slaggenomsnitt så lågt som 0,177. Det gick inte så mycket bättre efter comebacken och sett över hela grundserien 2013 var Upton Jr:s slaggenomsnitt 0,184, klart sämst dittills i karriären. Vidare hade han nio homeruns (delat sämst i karriären sedan han blev ordinarie 2007) och 26 RBI:s (klart sämst i karriären sedan 2007). I slutspelet förlorade Braves mot Los Angeles Dodgers i National League Division Series (NLDS) med 1–3 i matcher och Upton Jr hade inga hits på tre at bats.
Den 26 april 2014 slog Upton Jr sin 1 000:e hit i MLB-karriären. Den 24 juni slog båda bröderna Upton varsin homerun i samma match för fjärde gången sedan de började spela för samma klubb, vilket var ett tangerat MLB-rekord. Mindre än två månader senare kopierade de bedriften och blev därmed ensamma rekordinnehavare. Under 2014 års säsong hade Upton Jr ett slaggenomsnitt på 0,208, tolv homeruns och 35 RBI:s på 141 matcher. Han satte personligt bottenrekord med 173 strikeouts, vilket var fjärde flest i National League.
Inför 2015 års säsong gick Upton Jr ut med att han i fortsättningen ville bli kallad "Melvin Upton Jr" i stället för "B.J. Upton". Några dagar senare visade det sig att en skada i vänster fot gjorde att han skulle komma att missa inledningen av säsongen. Dagen före säsongspremiären byttes Upton Jr bort till San Diego Padres, där brodern Justin redan fanns, tillsammans med Craig Kimbrel i utbyte mot fyra spelare och ett draftval. Hans två säsonger i Braves dräkt blev ett fiasko; bland annat var hans slaggenomsnitt låga 0,198 och han slog bara 21 homeruns. Vidare var hans OPS (on-base % + slugging %) så lågt som 0,593, vilket var lägst av alla spelare i MLB som hade minst 1 000 plate appearances.

#### San Diego Padres
Upton Jr fick vänta till början av juni 2015 innan han fick göra sin debut för Padres. Först då var han kvitt sin fotskada. Han spelade bara 87 matcher det året, med ett slaggenomsnitt på 0,259, fem homeruns och 17 RBI:s. 2016 gick det bättre och redan i slutet av juli hade han 16 homeruns och 45 RBI:s, när Padres bytte bort honom till Toronto Blue Jays.

#### Toronto Blue Jays
Under resten av 2016 års grundserie spelade Upton Jr 57 matcher för Toronto Blue Jays med ett slaggenomsnitt på 0,196, fyra homeruns och 16 RBI:s. Totalt under 2016 för Padres och Blue Jays var slaggenomsnittet 0,238 och han hade 20 homeruns och 61 RBI:s. I slutspelet gick Blue Jays till finalen i American League, American League Championship Series (ALCS), där man åkte ut mot Cleveland Indians. Upton Jr spelade nio matcher och bidrog med ett slaggenomsnitt på 0,182, en homerun och en RBI.
I samband med säsongsinledningen 2017 släpptes Upton Jr av Toronto.

#### San Francisco Giants
Några dagar senare skrev Upton Jr på ett minor league-kontrakt med San Francisco Giants och skickades till klubbens högsta farmarklubb Sacramento River Cats i Pacific Coast League. Han spelade på grund av skador bara tolv matcher för Sacramento 2017 innan han löstes från kontraktet på egen begäran i slutet av augusti.

#### Cleveland Indians
Inför 2018 års säsong skrev Upton Jr på ett minor league-kontrakt med Cleveland Indians och bjöds in till klubbens försäsongsträning. Han lyckades dock inte ta en plats i Indians spelartrupp och släpptes tio dagar före säsongsinledningen.